# Nicolas Frantz
Nicolas Frantz (4. november 1899 – 8. november 1985) født i Mamer, Luxembourg, var en cykelrytter, der i løbet af sin tolvårige karriere (1923-1934) vandt over 60 professionelle sejre. Han kørte for Thormann-holdet i 1923 og så for Alcyon-Dunlap-holdet fra 1924 til 1931.
Frantz er mest berømt for sine to Tour de France-sejre i 1927 og 1928. Han vandt i alt tyve etaper i Touren fra 1924 til 1929 og havde i alt den gule trøje i 37 dage. Han blev samlet nr. 2 i 1924 og 1926 og nr. 5 i 1929. Han vandt også det luxembourgske mesterskab (Championnat Luxembourg) tolv år i træk (1923-34) og andre af tidens mesterskaber, hvoraf mange dog ikke eksisterer længere. 
I 1928-udgaven af Tour de France kørte Frantz i den gule trøje hele løbet. Han var den første rytter siden Ottavio Bottecchia, der udførte den bedrift. Under samme løbs 19. etape brød stellet på Frantz' cykel sammen. Han klarede problemet ved at låne en damecykel (der godt nok var for lille) og køre de resterende 100 km af etapen på den. Derefter kunne han skifte til en anden Alcyon-cykel, som har kunne køre til Paris og den samlede sejr.

## Større sejre
1923
 National mester, landevej
1924
Tour de France
2. plads, sammenlagt
Winner 2 stages
 National mester, landevej
1925
Tour de France
4. plads, sammenlagt
Winner 4 stages
 National mester, landevej
1926
Tour de France
2. plads, sammenlagt
Vinder 4 etaper
 National mester, landevej
Baskerlandet Rundt
1927
Tour de France
Vinder, sammenlagt
Vinder 3 etaper
14 dage i den gule trøje
 National mester, landevej
1928
Tour de France
Vinder, sammenlagt
Vinder 5 etaper
22 dage i den gule trøje
 National mester, landevej
1929
Tour de France
Vinder 2 etaper
5. plads, sammenlagt
1 dag i den gule trøje
 National mester, landevej
Paris-Tours
1930
 National mester, landevej
1931
 National mester, landevej
1932
Tour de France
45. plads, sammenlagt
1933
 National mester, landevej
1934
 National mester, landevej